# Vatovia albosignata
Vatovia albosignata är en spindelart som beskrevs av Lodovico di Caporiacco 1940. Vatovia albosignata ingår i släktet Vatovia och familjen hoppspindlar. Inga underarter finns listade i Catalogue of Life.